# Dmytro Kuleba

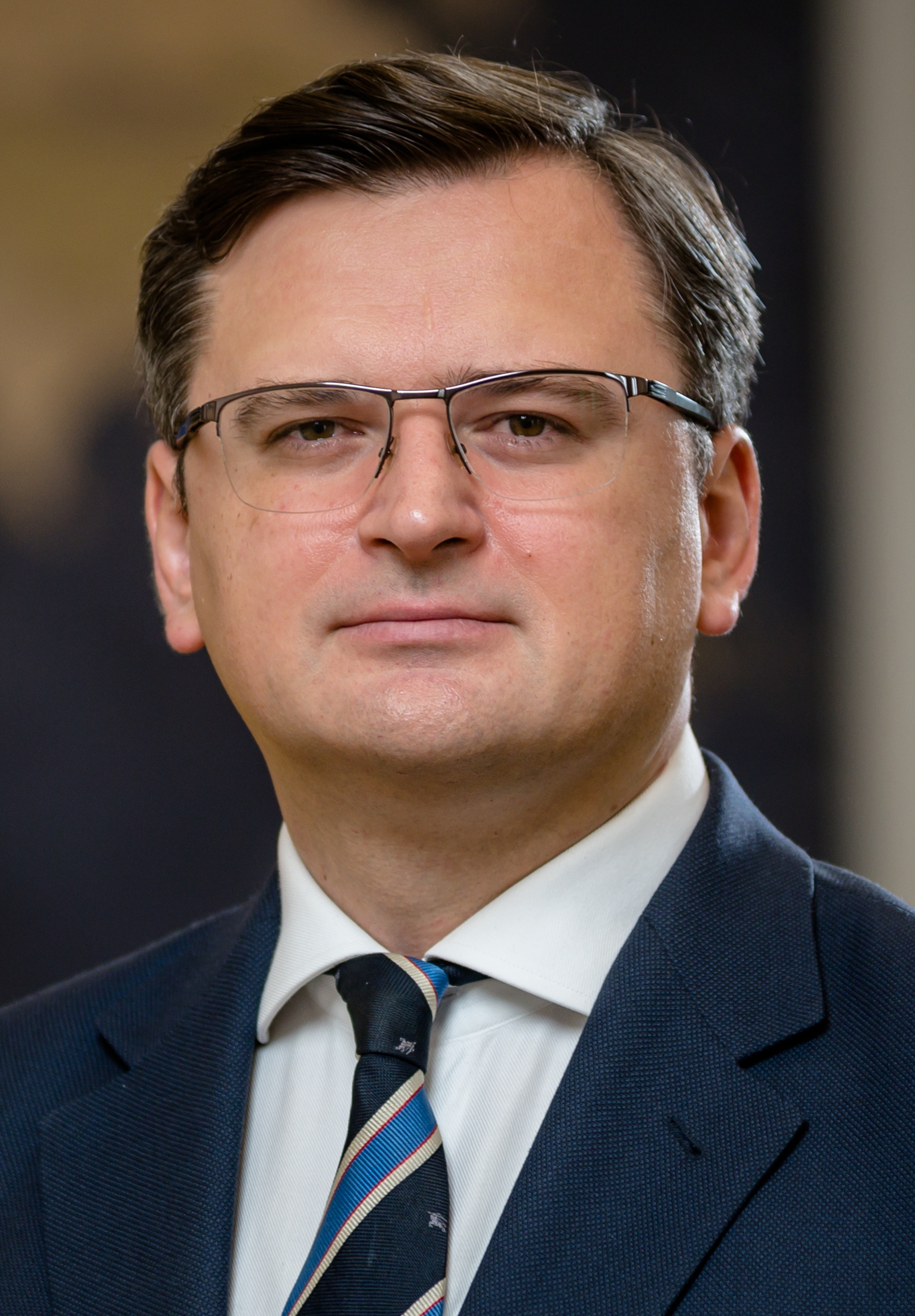
Dmytro Kuleba (2021)

Dmytro Iwanowytsch Kuleba (ukrainisch Дмитро Іванович Кулеба; * 19. April 1981 in Sumy, Ukrainische SSR) ist ein ukrainischer Diplomat und Politiker. Von August 2019 bis März 2020 war er Erster Vize-Ministerpräsident und Minister für europäische und euroatlantische Integration der Ukraine. Von März 2020 bis September 2024 war er Außenminister der Ukraine.

## Leben
Dmytro Kuleba kam als Sohn des ukrainischen Diplomaten und von 2003 bis 2004 stellvertretenden Außenministers der Ukraine Iwan Dmitrowitsch Kuleba (Іван Дмитрович Кулеба; * 1953) in der ukrainischen Stadt Sumy zur Welt.
Kuleba absolvierte 2003 ein Studium für internationales Recht am Institut für Internationale Beziehungen der Nationalen Taras-Schewtschenko-Universität in Kiew und begann anschließend seine diplomatische Laufbahn im Außenministerium der Ukraine. Von 2003 bis 2005 war er Attaché des Amtes für Rechtssicherheit des Außenministeriums der Ukraine. Nachdem er außerdem in den Jahren 2004/2005 Doktorand an der Abteilung für Internationales Recht des Instituts für Internationale Beziehungen an der Kiewer Taras-Schewtschenko-Universität war, promovierte er 2006 zum Doktor der Rechtswissenschaften. Daraufhin war er bis 2009 dritter, dann zweiter Sekretär an der Ständigen Mission der Ukraine bei der OSZE in Wien (OSZE- und UNCITRAL-Fragen).
In den Jahren 2010 bis 2012 war er Verantwortlicher für Öffentlichkeitsarbeit und multilaterale Diplomatie im Sekretariat des Außenministers der Ukraine einschließlich des Vorsitzes der Ukraine im Ministerkomitee des Europarates im Jahr 2011. Als Berater in humanitären Fragen war er 2013 für den stellvertretenden Ministerpräsidenten der Ukraine Kostjantyn Hryschtschenko tätig. 2011 begann er zudem, an der Abteilung für Internationales Recht an der Taras-Schewtschenko-Universität Kiew Internationales öffentliches Recht, Internationales institutionelles Recht, Aktuelle Probleme der Theorie und Praxis des Völkerrechts und Internationales Strafrecht zu unterrichten.
Von Oktober 2013 bis Juni 2014 verließ er den öffentlichen Dienst, um in der NGO UART-Stiftung für Kulturdiplomatie als Vorsitzender des Verwaltungsrats des Fonds für kulturelle Diplomatie zu arbeiten.
Auf Einladung von Außenminister Pawlo Klimkin kam er als Botschafter für besondere Aufgaben für die strategische Kommunikation ins Außenministerium 2014 zurück zum diplomatischen Dienst und am 9. April 2016 wurde er vom ukrainischen Präsidenten Petro Poroschenko zum ständigen Vertreter der Ukraine im Europarat ernannt.
Im Dezember 2017 wurde Kuleba vom The Institute of World Politics zum besten ukrainischen Botschafter im Ausland des Jahres 2017 gewählt.
Nachdem das ukrainische Parlament die neue Zusammensetzung des Ministerkabinetts am 29. August 2019 genehmigt hatte, wurde Kuleba zum Ersten Vizeministerpräsidenten und, in Nachfolge von Iwanna Klympusch-Zynzadse, zum Minister für europäische und euroatlantische Integration in der Regierung Hontscharuk ernannt. Nach der Kabinettsumbildung am 4. März 2020 wurde er der Außenminister der Ukraine im Kabinett Schmyhal und blieb dies bis zum 5. September 2024.
Seit 25. Januar 2025 ist er zugleich assoziierter Professor an der Fakultät für internationale Beziehungen der Pariser Elitehochschule Sciences Po und Senior Fellow an der Havard Universität.
Kuleba ist verheiratet und Vater eines Sohnes und einer Tochter.

## Werk
Dmytro Kuleba ist Autor von mehr als zehn wissenschaftlichen Arbeiten, darunter der 2007 erschienenen Monographie „Beteiligung der Ukraine an internationalen Organisationen. Rechtstheorie und -praxis.“ Er publizierte zahlreiche Werke auf den Gebieten des Völkerrechts, der Außenpolitik der Ukraine und der Rolle der Kommunikation im hybriden Krieg. Zudem ist er Autor des am 1. März 2019 vorgestellten Buches „Der Krieg um die Realität: Wie man in der Welt der Fälschungen, Wahrheiten und Gemeinschaften gewinnt“.